# Thomas Occleve
Thomas Occleve, oppure Thomas Hoccleve (Londra, circa 1368 – Southwick, 1426/1450), è stato un poeta inglese.

## Biografia

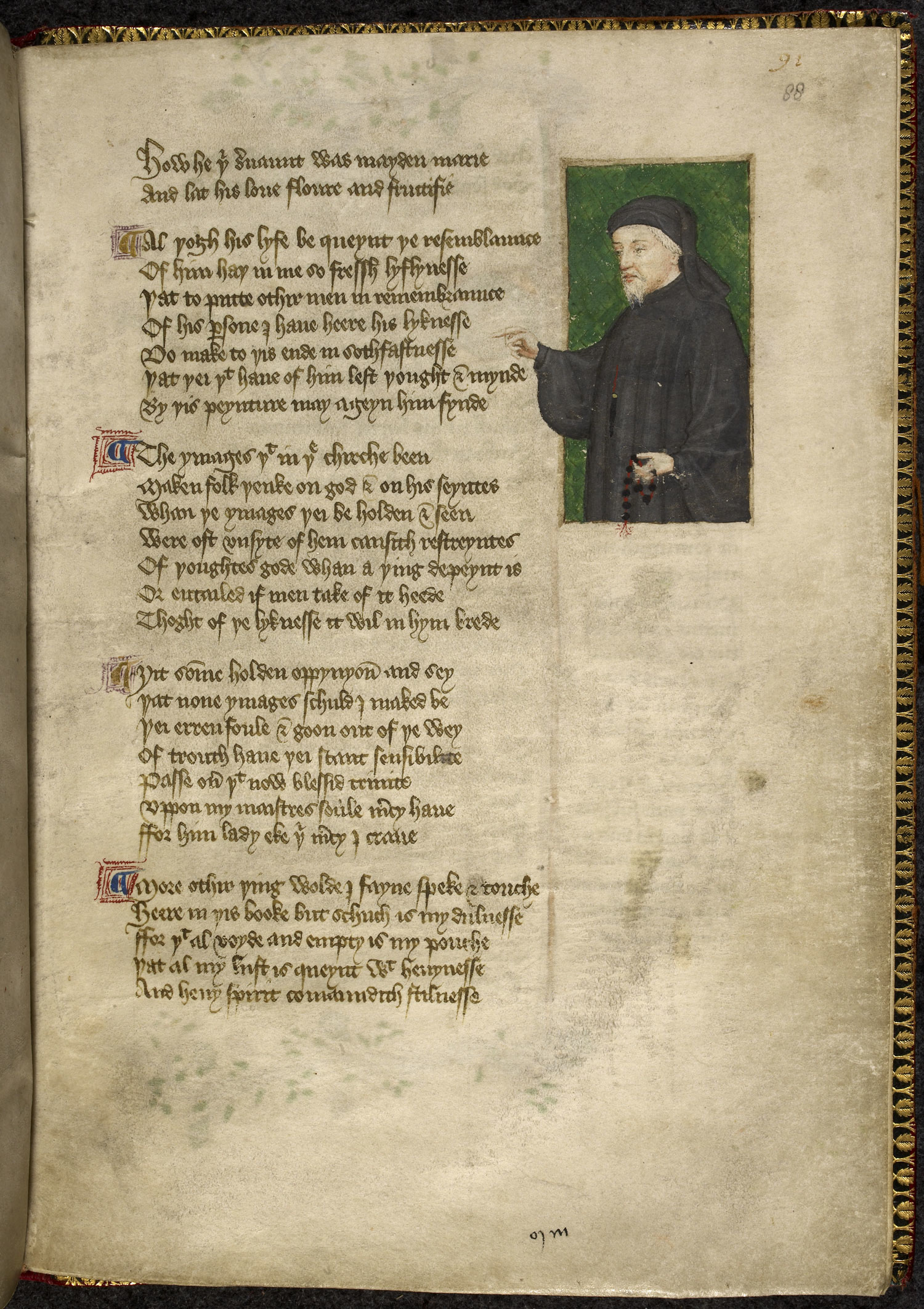
Ritratto di Chaucer presente nel Del reggimento dei principi

Thomas Occleve nacque a Londra intorno al 1368,in una famiglia originaria del Bedfordshire.
Contemporaneo di Geoffrey Chaucer, dal quale trasse ispirazione, svolse un'attività letteraria molto importante per la storia sociale.
Quello che si conosce della vita biografica di Occleve si ricava principalmente dalle sue opere.
All'età di diciotto o diciannove anni ottenne un lavoro di impiegato a Westminster, che conservò ininterrottamente per circa trentacinque anni,una posizione che avrebbe richiesto una conoscenza del francese e del latino, indicando un certo grado di istruzione formale.
La sua prima composizione in versi, una traduzione de L'Epistre au Dieu d'amours di Christine de Pizan, apparve nel 1402 con il titolo di La lettera di Cupido (The Letter of Cupid),attribuita inizialmente a Chaucer.
La sua opera in versi, intitolata Il malo costume (La Mâle Règle, 1406), descrisse un'immagine vivida dei piaceri procurati da una serata da scapolo nelle taverne e nelle cucine di Westminster, che si rivelò una gustosa autobiografica confessione delle debolezze e dei vizi del poeta,contenente alcune descrizioni realistiche della vita londinese.
Occleve si sposò intorno al 1411, indicando che aveva cambiato idea sui precedenti piani per entrare nel sacerdozio.
Nel 1411 produsse Del reggimento dei principi (The Regement of Princes o De regimine principum), ricavato da un'opera omonima del XIII secolo, dedicata al principe di Galles. Fu un poema didattico, in oltre cinquemila versi, dedicato ai figli di Enrico IV d'Inghilterra e soprattutto al futuro Enrico V d'Inghilterra, ispirato dal De Ludo Ludus scacchorum o Liber de moribus hominum et officiis nobilium ac popularium super ludo scachorum di Jacopo da Cessole, dai Secreta Secretorum attribuiti dal Medioevo ad Aristotele, e dal De Regimine Principum di Egidio Romano. L'opera elenca le virtù importanti per un monarca, esemplificate in leggende ed eventi storici. Nella sua lunga introduzione, incluse un commovente omaggio a John Gower e soprattutto a Chaucer, il cui ritratto Occleve aveva dipinto sul manoscritto per garantire che il suo aspetto non venisse dimenticato, e che costituì l'unico ritratto contemporaneo del suo maestro e padre della letteratura inglese.
Nei suoi ultimi anni, Occleve sviluppò il suo pensiero letterario nelle ballate dedicate ai suoi numerosi mecenati, nei versi religiosi impegnati a registrare i mali del giorno in modo letterale, descrivendo un'immagine chiara del tempo. Tra le opere di questo suo ultimo periodo creativo si ricorda l'invocazione alla Madonna Madre di Dio e Vergine Immacolata (Moder of God and Virgin undefouled, prima del 1426).
Thomas Occleve morì a Southwick nel 1426, o nel 1450.

## Opere
- La lettera di Cupido (The Letter of Cupid, 1402);
- Il malo costume (La Mâle Règle, 1406);
- Del reggimento dei principi (The Regement of Princes o De regimine principum, 1411);
- Madre di Dio e Vergine Immacolata (Moder of God and Virgin undefouled, prima del 1426).